# العلاقات الجامايكية الروسية
العلاقات الجامايكية الروسية هي العلاقات الثنائية التي تجمع بين جامايكا وروسيا.

## مقارنة بين البلدين
هذه مقارنة عامة ومرجعية للدولتين:
| وجه المقارنة                                              | جامايكا       | روسيا                                   |
| --------------------------------------------------------- | ------------- | --------------------------------------- |
| المساحة (كم2)                                             | 10.99 ألف     | 17.08 مليون                             |
| عدد السكان (نسمة)                                         | 2.95 مليون    | 146.80 مليون                            |
| الكثافة السكانية (ن./كم²)                                 | 268.43        | 8.59                                    |
| العاصمة                                                   | كينغستون      | موسكو                                   |
| اللغة الرسمية                                             | لغة إنجليزية  | اللغة الروسية                           |
| العملة                                                    | دولار جامايكي | روبل روسي                               |
| الناتج المحلي الإجمالي (بليون دولار)                      | 14.77 مليار   | 1.58 تريليون                            |
| الناتج المحلي الإجمالي (تعادل القوة الشرائية) بليون دولار | 24.79 مليار   | 3.69 تريليون                            |
| الناتج المحلي الإجمالي الاسمي للفرد دولار أمريكي          | 5.23 ألف      | 9.09 ألف                                |
| الناتج المحلي الإجمالي للفرد دولار أمريكي                 | 8.88 ألف      |                                         |
| مؤشر التنمية البشرية                                      | 0.719         | 0.798                                   |
| رمز المكالمات الدولي                                      | +1876         | +7                                      |
| رمز الإنترنت                                              | .jm           | .ru، .рф، .рус ‏، .su                    |
| المنطقة الزمنية                                           | 00            | Magadan Time ‏، ت ع م+02:00، ت ع م+12:00 |

## منظمات دولية مشتركة
يشترك البلدان في عضوية مجموعة من المنظمات الدولية، منها:
| علم المنظمة | اسم المنظمة                        | تاريخ انضمام جامايكا | تاريخ انضمام روسيا |
| ----------- | ---------------------------------- | -------------------- | ------------------ |
|             | المنظمة الهيدروغرافية الدولية      | ?                    | ?                  |
|             | يونسكو                             | 7 نوفمبر 1962        | 21 أبريل 1954      |
|             | مؤسسة التمويل الدولية              | 31 مارس 1964         | 12 أبريل 1993      |
|             | منظمة حظر الأسلحة الكيميائية       | ?                    | ?                  |
|             | الأمم المتحدة                      | 18 سبتمبر 1962       | 24 أكتوبر 1945     |
|             | الاتحاد الدولي للاتصالات           | 18 فبراير 1963       | 1866               |
|             | منظمة الشرطة الجنائية الدولية      | ?                    | 27 سبتمبر 1990     |
|             | البنك الدولي للإنشاء والتعمير      | 21 فبراير 1963       | 16 يونيو 1992      |
|             | الاتحاد البريدي العالمي            | ?                    | ?                  |
|             | وكالة ضمان الاستثمار متعدد الأطراف | 12 أبريل 1988        | 29 ديسمبر 1992     |
|             | منظمة التجارة العالمية             | ?                    | 22 أغسطس 2012      |

## وصلات خارجية
- موقع وزارة الخارجية الجامايكية
- موقع وزارة الخارجية الروسية